# ミヤマセセリ
ミヤマセセリ（深山挵、学名：Erynnis montanus Bremer, 1861）は、セセリチョウ科ミヤマセセリ属に分類されるチョウの一種。

## 分布
東アジア（極東ロシア、中国、台湾、朝鮮半島）から日本にかけて分布する。
日本では北海道、本州、四国、九州、対馬 に広く分布する。

## 形態
前翅の開長が35-42 mm 、小型のチョウ。翅の表面は茶褐色で、前翅に紫灰色の樹皮模様があり、後翅の外半部に黄橙色の小斑が多数ある。メスは前翅表面の中央部に幅広い白帯がある。オスは前翅表面の前縁に上方に反り返る淡褐色の性標があり、前翅裏面にある翅頂部近くの黄橙部はメスよりも狭く不明瞭。一見蛾のように見えるが、日本では同類では他に類似した種がないため、識別は容易。

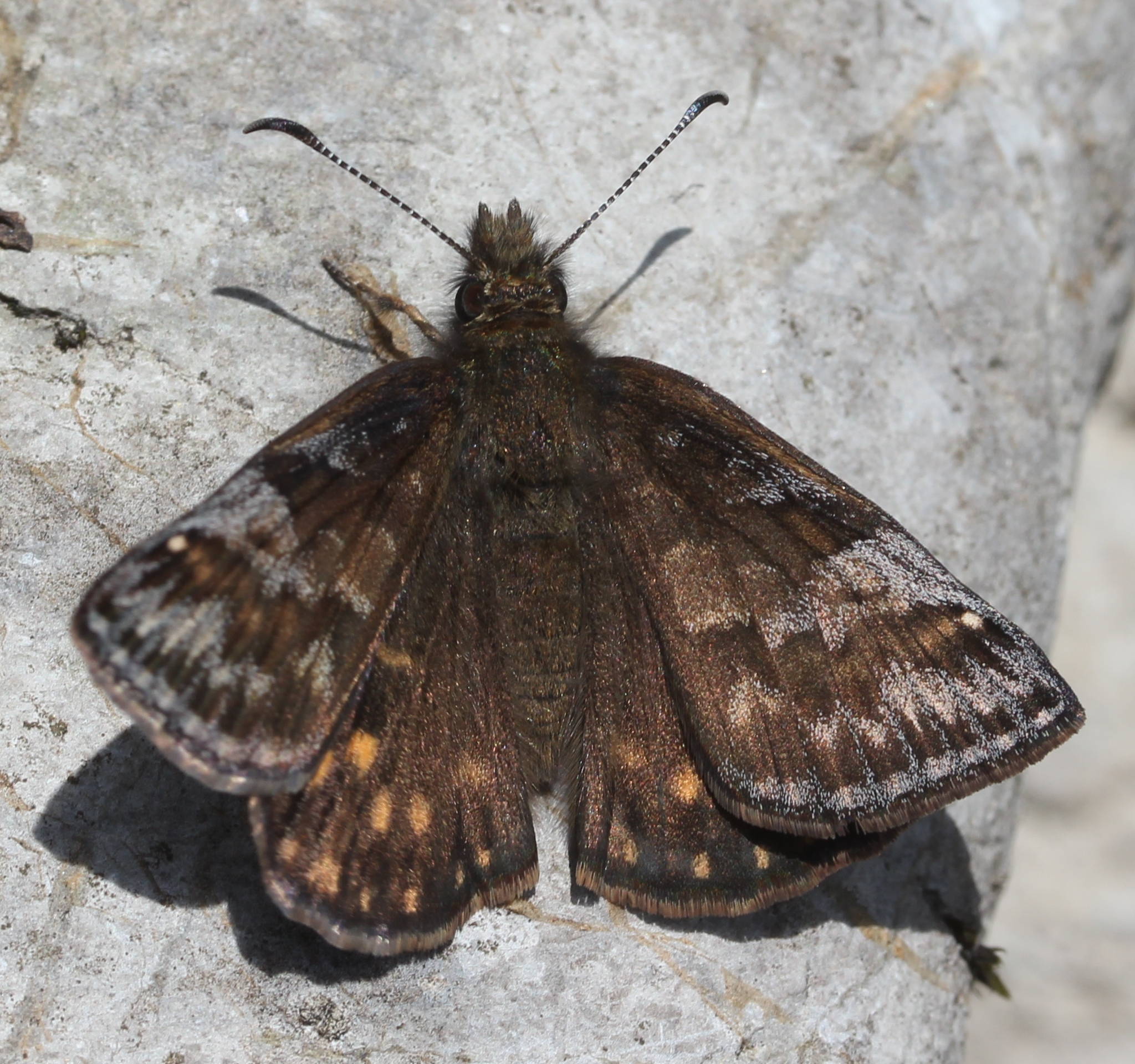
オス
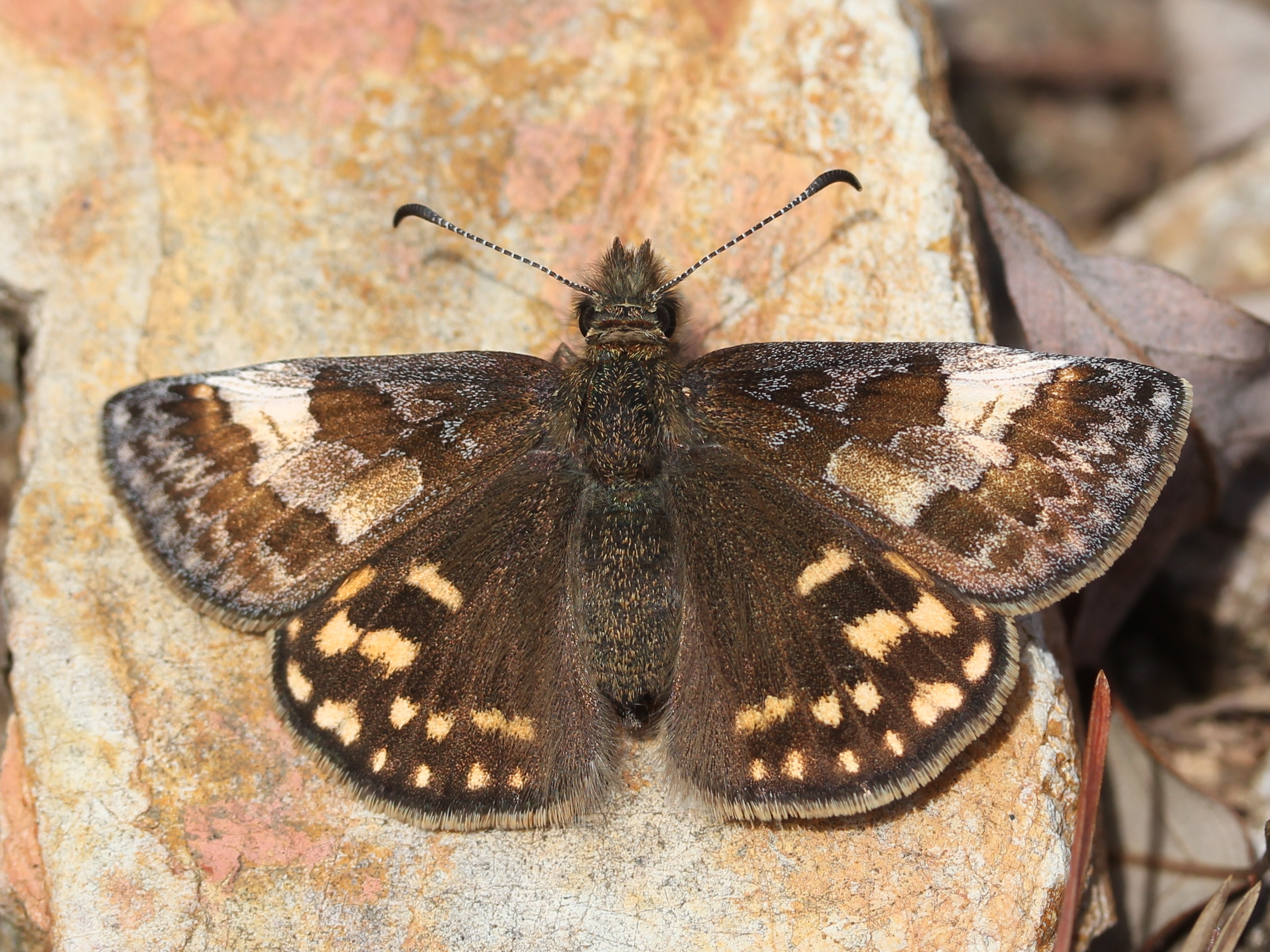
メス 前翅表面の中央部に幅広い白帯がある

## 生態
4月に食樹の若芽基部付近や葉の裏に産卵する。5月に幼虫となり、食樹の葉を折り返して巣を作り、幼虫のまま越冬する。幼虫はブナ科コナラ属のコナラ、クヌギ、ミズナラ、アベマキ、カシワなどを食草とする。成虫は年一回早春に発生する。暖地では3月下旬から発生し、寒冷地では5月頃から発生し6月まで見られる。平地から山地にかけての落葉広葉樹林に生育し、丘陵地から低山地にかけての手入れされた日当たりのよい雑木林などで見られる。成虫はハルジオン、タチツボスミレ、タネツケバナ、タンポポなどの花 や鳥の糞を吸蜜、湿地で給水、ヒキガエルの死卵を吸汁する。日中に森林の林床を跳ねるように飛翔し花を訪れ、地面に翅を開いて留まり 日光浴を行う。

## 種の保全状況評価
日本では以下の都道府県でレッドリストの指定を受けている。里山で管理が放棄され暗い林になると生息に不向きとなり、低地部で個体数が減少傾向にある。
- 絶滅（EX） - 東京都
- 絶滅危惧IB類（EN） - 長崎県
  - 重要保護生物（B) - 千葉県[注釈 1][9]
- 準絶滅危惧（NT）- 埼玉県[3]、福岡県[10]、宮崎県、鹿児島県[11]